# 国舞亜矢
国舞 亜矢（こくまい あや、Aya Kokumai、1971年4月16日 - ）は日本の元女優。大阪府大阪市出身。本名：国米 亜矢（読み方同じ）。当時の所属事務所は「オフィスコテラ」。身長：162cm、バスト：85cm、ウエスト：58cm、ヒップ：84cm。

## 概要
小田急百貨店町田店の化粧品ショップ「シュウウエムラ」勤務中にスカウトされ芸能界入り。
1993年に公開された北野武監督の映画『ソナチネ』で注目を集める。同作では「第3回日本映画プロフェッショナル大賞」新人奨励賞や、「第3回東京スポーツ映画大賞」助演女優賞を受賞。

## 出演作品

### 映画
- ソナチネ（1993年6月5日公開）
- 教祖誕生（1993年11月20日公開）
- ターチ・トリップ（1992年 - 1993年製作、1994年10月1日公開）

### オリジナルビデオ
- 新うれしはずかし物語2 週末のシンデレラ（1991年12月5日）
- セクシーハードバイオレンス KIRIKO ザ・ブラインドキャット（1992年10月21日）
- 修羅の雀士 ナルミ（1993年8月27日）
- デカ玉金助三郎（1994年3月4日）
- デカ玉金助三郎2（1994年6月10日）
- 東雲楼 女の乱（1994年10月1日）
- 激安王 通天の角（1994年10月15日）

### テレビドラマ
- 世にも奇妙な物語 3「常識酒場」（1992年4月30日、フジテレビ）
- 嘘っぱち（1993年9月27日 - 30日、テレビ朝日）
- 瞳に星な女たち（1993年12月25日、日本テレビ）
- 君に伝えたい第5回「プロポーズ記念日」（1994年5月1日、TBS）
- ドラマ新銀河（NHK）
  - 赤ちゃんが来た（1994年） - 河本リエ 役
- 水辺の男（1995年、NHK-BS2）

### CM
- キリンビール　「SHOUT」（1994年）

## 写真集
- 国舞亜矢写真集 AYA KOKUMAI PICTORIAL（1992年2月3日、スコラ、撮影：平地勲）
- Accidents Series <14> 国舞亜矢+篠山紀信（1999年6月15日、朝日出版社、撮影：篠山紀信）